# Thermonotus cylindricus
Thermonotus cylindricus är en skalbaggsart som beskrevs av Aurivillius 1911. Thermonotus cylindricus ingår i släktet Thermonotus och familjen långhorningar. Inga underarter finns listade i Catalogue of Life.